# .44 Colt
El .44 Colt és un cartutx de revòlver de foc central nord-americà que es va produir comercialment entre 1871 i 1940. En el seu moment, va ser un dels cartutxos més populars, atès que el van utilitzar les tropes nord-americanes .

## Cartutx
El cartutx va ser desenvolupat per a l'Exèrcit dels Estats Units. L'Exèrcit l'utilitza fins a 1873, moment en què va ser reemplaçat pel més conegut .45 Colt.
El rendiment balístic de l'original .44 Colt és comparable al .44 Remington, però menys potent que els moderns cartutxos .44 russos.